# Battaglia di Grocka
La battaglia di Grocka (22 luglio 1739) fu combattuta fra l'esercito ottomano e quello austriaco nel corso della guerra austro-turca (1737 – 1739) e vide la vittoria dei turchi.

## Antefatto
Nel 1735 scoppiò la guerra fra l'Impero ottomano e la Russia. Nel 1737 alla Russia, nonostante che le operazioni militari fino al momento fossero state favorevoli a quest'ultima, si aggiunse l'Austria, in ottemperanza ad un trattato di alleanza stipulato fra le due potenze europee nel 1726. L'Austria si trovava, grazie alle vittorie riportate fino ad un paio di decenni prima dai suoi eserciti al comando di Eugenio di Savoia, nel momento della sua massima espansione territoriale nei Balcani. Era in quel momento Arciduca d'Austria e Sacro Romano Imperatore Carlo VI. Gli scontri fra la nuova arrivata ed i turchi furono relativamente limitati fino all'estate del 1739.

## I comandanti
Le truppe austriache erano guidate dal feldmaresciallo di recente nomina George Olivier Wallis (1673 – 1744), un generale austriaco di origini irlandesi. Wallis si era distinto in numerose campagne, da quelle del feldmaresciallo conte Wirich Philipp von Daun in Italia a quelle del principe Eugenio di Savoia. Aveva già combattuto i turchi sotto la guida di quest'ultimo a Petervaradino  (5 agosto 1716) ed a  Temesvar (12 ottobre del medesimo anno). Aveva anche partecipato all'assedio di Belgrado nel 1717. Dotato di un pessimo carattere, era riuscito a litigare anche con il celebre condottiero savoiardo ed era poco amato sia dai subalterni che dai superiori.
Al comando delle truppe ottomane c'era Ahmet Pascià, un generale francese che, dopo aver servito l'esercito del proprio paese sotto vari e famosi generali e quello austriaco (anche sotto il comando di Eugenio di Savoia), aveva offerto i suoi servigi al sultano. Accolto, si era fatto musulmano ed aveva mutato il suo nome di Claude Alexandre, conte di Bonneval in Humbarach Ahmet. Ottenuto il titolo di pascià, egli aveva ristrutturato e ammodernato l'impostazione della gerarchia di comando dell'esercito e così pure aveva fatto per quanto riguarda l'impiego dell'artiglieria (fatto quest'ultimo che si rivelò determinante nella battaglia di Grocka).

## Lo sviluppo della battaglia
La sera del giorno precedente la battaglia l'esercito austriaco, cavalleria in testa, uscì dai propri acquartieramenti in Belgrado per dirigersi contro il nemico attestatosi dietro Grocka (oggi sobborgo della stessa Belgrado). A supporto dell'esercito di Vienna, lo accompagnava scendendo il Danubio una flottiglia armata.
Un errore dell'avanguardia a cavallo nel scegliere la strada ritardò l'intera manovra di oltre un'ora, intralciandone i movimenti al momento del ricongiungimento. All'alba del giorno seguente l'intera armata si accorse di aver intrapreso una via che conduceva in una conca della valle fra due linee di alture. La zona, ricca di vegetazione sia spontanea (alberi e cespugli) sia di coltivazione (vigne) non consentiva alla cavalleria di spiegare la propria potenza disponendosi su un fronte sufficientemente largo, né la fanteria aveva facilità di manovra; la configurazione del terreno inoltre, praticamente un lungo imbuto nel quale si era infilata per prima la cavalleria, ostacolava notevolmente qualunque ritirata, anche solo tattica, in quanto le truppe sopravvenienti chiudevano la via di fuga alle avanguardie, che non potevano aggirarle a causa della difficoltà di affrontare le boscose alture.
Fu in questa situazione che furono affrontate le avanguardie turche, ma non appena iniziò il combattimento, la lunga fila delle truppe austriache fu fatta segno da un intenso fuoco turco proveniente dalle alture circostanti, al quale la cavalleria austriaca non poté sottrarsi né ebbe la possibilità di contrattaccare non essendo possibile individuare il nemico, celato alla vista dalla vegetazione che rendeva anche impraticabile ogni eventuale carica da parte della cavalleria austriaca.
A questo punto fu la fanteria turca ad intervenire, muovendosi in modo da tagliare la via alla ritirata delle truppe austriache bersaglio del fuoco turco.
La battaglia proseguì così con gran confusione nelle file austriache, che subirono perdite considerevoli ma che non sarebbero state di per sé determinanti in una battaglia in campo aperto, con la possibilità di interventi decisi da parte delle truppe della riserva e della cavalleria. Anche il fuoco nemico, prodotto con pezzi di modesta portata, ebbe un effetto disastroso solo grazie al terreno su cui si era maldestramente avventurato l'esercito austriaco.
La notte consentì alle truppe austriache la ritirata che non fu disturbata dai turchi.

## Le conseguenze
La sconfitta do Grocka ebbe un enorme impatto psicologico a corte. Dopo le eclatanti vittorie riportate dall'esercito austriaco contro i turchi sotto la guida di Eugenio di Savoia, ci si attendeva una campagna rapida e vittoriosa: lo shock della sconfitta gettò nel panico le massime autorità austriache le quali cercarono la pace a tutti i costi: il resto lo fece la diplomazia turca riuscendo ad ottenere nelle trattative svoltesi a Belgrado la restituzione di tutti i territori allora conquistati dall'Austria nei Balcani, Belgrado inclusa, con la sola eccezione del Banato.
L'Austria pagò così lo scotto del suo comportamento poco sollecito nel cercare di mantenere efficiente il suo esercito e nel cercare di dotarlo di un comandante che fosse degno successore del principe di Savoia.
Il feldmaresciallo Wallis, ritenuto responsabile della disfatta per sua negligenza, fu sottoposto al giudizio della corte marziale e condannato alla reclusione nella fortezza dello Spielberg, dalla quale uscì tuttavia dopo soli tre mesi di permanenza, graziato dall'imperatrice Maria Teresa d'Austria appena incoronata.